# 伍佛旅
伍佛旅(Wofford Brigade)美國南北戰爭時邦聯軍隊中的一支軍旅。屬第一兵團，由威廉·伍佛(William T. Wofford)准將指揮，參與過不少主要戰役。

## 組織
- 佐治亞州第十六步兵團
- 佐治亞州第十八步兵團
- 佐治亞州第二十四步兵團
- Cobb's Legion
- Phillips' Legion

佐治亞州第十八自願步兵團(18th Georgia Volunteer Infantry Regiment)是伍佛旅的第一支步兵團。
此軍旅亦曾效力田納西軍團，在西部戰場(主要是田納西州以及佐治亞州)作戰。

## 戰役
- 七天戰役
- 南山之役
- 安提耶坦戰役
- 弗德堡之役
- 錢斯勒斯維爾之役
- 葛底斯堡之役
- 奇克莫加之役(Battle of Chickamauga)
- 莽原之役
- 史波特斯凡尼亞郡府之役
- 北安娜之役
- 冷港之役
- 彼得斯堡之役
- 細德溪之役
- 阿波馬托克斯法院之役

在葛底斯堡之役次日，伍佛持續攻擊麥田公路，一度奪下礫石山，但遭北軍援兵擊退。該日之1,355人中有36人死亡，207人受傷，112人失蹤。

## 外部連結
http://www.virtualgettysburg.com/exhibit/monuments/pages/ct014.html （页面存档备份，存于）